# Kastélyosdombó
Kastélyosdombó je vas na Madžarskem, ki upravno spada pod podregijo Barcsi Šomodske županije.